# Meschac Gaba
Ekué Woekedje Meschac Gaba (Cotonou, 29 december 1961) is een Beninse conceptuele kunstenaar gevestigd in Rotterdam en Cotonou. Hij is vooral bekend van The Museum of Contemporary African Art 1997–2002, een autobiografische installatie met twaalf kamers die in 2013 door Tate Modern werd verworven en tentoongesteld. Hij heeft ook geëxposeerd in het Studio Museum in Harlem en op de Biënnale van Venetië in 2003.

## Het vroege leven en carrière
Gaba werd geboren  in 1961 in Cotonou, de grootste stad van Benin. Hij was afgedreven van zijn opleiding tot schilder totdat een zak met buiten gebruik gesteld geld, in confetti geknipt, hem ertoe bracht schilderijen met het materiaal te maken. Gaba werd bekend door zijn installaties van alledaagse voorwerpen die Afrikaanse en westerse culturele identiteiten en commercie op grillige wijze naast elkaar plaatsen.
In 1996 was hij gedurende twee jaar resident aan de Amsterdamse Rijksakademie. Bij gebrek aan mogelijkheden om zijn werk in de stad tentoon te stellen, begon hij de vijf jaar daarna met het creëren van zijn eigen museum. Dit werd zijn baanbrekende The Museum of Contemporary African Art 1997-2002, dat bestaat uit twaalf kamers (sommige gebaseerd op de museumfunctie en andere persoonlijk) gevuld met voorwerpen gemaakt door Gaba. Dwars door de tentoonstelling liep een ader van bekentenissen over de kunstreizen van de kunstenaar tussen Afrika en Europa.
De trouwkamer, die hij maakte toen hij verliefd was, bevat aandenkens als museumartefacten van Gaba's huwelijk met de Nederlandse curator Alexandra van Dongen in 2000 in het Stedelijk Museum van Amsterdam. De bibliotheekkamer bevat kunstboeken en vertelt over Gaba's jeugd. De speelkamer toonde schuifpuzzeltafels die Afrikaanse nationale vlaggen vormen. Het had zijn eigen cadeauwinkel en café. Het tentoongestelde museum had banken om te lezen, een piano om op te spelen en bevatte voorwerpen die het polyculturele karakter van Afrika weerspiegelden, waaronder Ghanees geld met het gezicht van Picasso, een Zwitserse bank die een Afrikaanse straatmarkt nabootst en vergulde keramische kippenpoten.
Het museum is op grote schaal geëxposeerd. Het werk werd voor het eerst gedeeltelijk getoond in 2002 op Documenta 11. Gaba kreeg een Rotterdamse ruimte waarin hij kon wonen en het werk kon opslaan. Toen zijn zoon om een normaler huis vroeg, verkocht en schonk Gaba het grootste deel van het werk aan de Tate Modern, met uitzondering van zijn bibliotheek, die Gaba terugbracht naar zijn geboorteplaats. Rond 2013 woonde Gaba de helft van het jaar in zijn geboorteplaats Cotonou en de andere helft in Rotterdam met zijn vrouw en zoon. Het Tate Modern toonde het werk als geheel in 2013 als onderdeel van het tweejarige programma van Tate met op Afrika gerichte tentoonstellingen. De trouwzaal betoverde de Britse kunstcriticus Jonathan Jones, die het museum omschreef als autobiografisch, romanistisch, protest dat "de kracht van moderne Afrikaanse kunst" laat zien. De Art and Religion-kamer toonde bijvoorbeeld 'klassieke' Afrikaanse ceremoniële sculpturen naast kitscherige boeddhistische en christelijke voorwerpen, als een soort groepering van de types als slechte weergaven van hun respectievelijke culturen. Gaba zag het werk als het corrigeren van gebrek aan kunsteducatie in Afrika en Afrikaanse kunstvertegenwoordiging buiten het continent. 
Tussen het afronden van het museum en de Tate-tentoonstelling door, presenteerde Gaba op de Biënnale van Venetië in 2003 en hield hij zijn eerste soloshow in de Verenigde Staten in het Studio Museum in Harlem, "Tresses", een reeks architecturale modellen van New York en Benin-landmarks, gemaakt van kunstmatig gevlochten haarextensies. Dit accessoire, populair gemaakt door Afro-Amerikaanse popsterren op basis van de West-Afrikaanse cultuur, werd gerepatrieerd naar Afrika. Gaba werkte samen met een Beninse haarvlechter om de sculpturen van zijn foto's te maken. Holland Cotter schreef in The New York Times dat de werken "verrukkelijk" en herkenbaar waren zonder karikaturen te worden.
Gaba hield zijn eerste solo-galerieshow, Exchange Market, in New York in 2014. Op de begane grond stonden tien sculpturen van ongelakte houten tafels met elk een draadparaplubak, waaraan Afrikaanse bankbiljetten hingen. Elke tafel werd geassocieerd met een soort grondstof: katoen, cacao, diamanten. Langs de muren hingen bankvormige werken van hout, plexiglas en afgedankt geld. Op de eerste verdieping  stonden vier tafelvoetbaltafels en kleine souvenirsculpturen zoals met de hand beschilderde cricketbats en een miniatuurbiljarttafel wat deed denken aan de speelkamer van Gaba's museum.
Artsy selecteerde het werk van Gaba als een hoogtepunt van de kunstbeurs 1:54 in Londen in 2014.

## Geselecteerde tentoonstellingen
- 2014: "Exchange Market", Tanya Bonakdar Gallery, New York
- 2014: Meschac Gaba: The Museum of Contemporary African Art: 12-Raum-Installation, Deutsche Bank Kunsthalle, Berlijn
- 2013: Meschac Gaba: Museum of Contemporary African Art, Tate Gallery of Modern Art, Londen
- 2013: "Museum van hedendaagse Afrikaanse kunst", Tate Modern
- 2009: Meschac Gaba – Museum of Contemporary African Art, Kunsthalle Fridericianum, Kassel
- 2005: "Tresses", Studio Museum in Harlem

## Externe referenties
- Officiële website Meschac Gaba

- Ambler, Charlie (7 augustus 2013). D.I.Y. Museum. Modern Painters 25 (7). ISSN: 0953-6698.
- Auer, James, "Artists' works converge at inova for a healing world view: [Final Edition]", Milwaukee Journal Sentinel; Milwaukee, Wis., 24 september 2001, p. 06B.
- Bari, Shahidha (18 juli 2013). Rooms of magic and mischief. Times Higher Education (2110). ISSN: 0049-3929.
- Burrows, David (September 2000). 10th East International. Art Monthly (239): 32–34. ISSN: 0142-6702.
- Casavecchia, Barbara (November–December 2000). Taipei Biennial. Flash Art 33 (215). ISSN: 0394-1493.
- Cotter, Holland, "A Light Hand at the Independent Art Fair", The New York Times, 7 maart 2013. Gearchiveerd op 13 april 2023.
- Folkersma, Nina (2000). Meschac Gaba's museum on the moon. M'Ars (Slovenia) 12 (3–4): 40–41. ISSN: 0353-541X.
- Folkersma, Nina (1998). Meschac Gaba's Museum on the Moon. Nka: Journal of Contemporary African Art 1998 (9): 16–19. ISSN: 1075-7163. DOI: 10.1215/10757163-9-1-16.
- Halkes, Petra (2001). Meschac Gaba. Parachute (Canada) (104). ISSN: 0318-7020.
- Hamilton, Adrian, Ibrahim el-Salahi: Out of Africa. The Independent (16 juli 2013). Geraadpleegd op 25 maart 2018.
- Heartney, Eleanor, "Circuit cities", Art in America; New York, Feb 2001, pp. 48–55.
- Kulish, Nicholas, "African Artists, Lifted by the Promises of Democracy and the Web", The New York Times, 8 January 2014. Gearchiveerd op 15 april 2023.
- Luke, Ben, "Arresting journey to Africa", Evening Standard, 2 juli 2013, p. 32.
- (29 juni 2013). Making space. Economist 407 (8842). ISSN: 0013-0613.
- (September 2014). Meschac Gaba. Art in America 102 (8). ISSN: 0004-3214.
- (June–August 2000). Meschac Gabas 'Museum Shop' in der Ausstellung 'South Meets West' [Meschac Gaba's 'Museum Shop' in the exhibition 'South Meets West']. Berner Kunstmitteilungen (325): 18–19. ISSN: 1010-559X.
- Mew, Sophie (September 2014). Meschac Gaba. African Arts 47 (3). DOI: 10.1162/AFAR_r_00169.
- Pawson, Lara, Here & There. Frieze (14 maart 2013). Gearchiveerd op 26 maart 2018. Geraadpleegd op 26 maart 2018.
- Robertson, Erin C.J., Beninese Artist Meschac Gaba Transforms Holland's Architecture Into Towering Colorful Wigs. OkayAfrica (24 juni 2016). Gearchiveerd op 27 september 2020. Geraadpleegd op 25 maart 2018.
- Smith, Roberta, "What to See in New York Art Galleries This Week", The New York Times, 20 July 2017. Gearchiveerd op 13 juni 2024.
- Weston, Neville (March 2014). IBRAHIM EL-SALAHI: A Visionary Modernist. Craft Arts International (90). ISSN: 1038-846X.

- Biblioteca Nacional de España: XX4946957
- Bibliothèque nationale de France: cb14445777z (data)
- Gemeinsame Normdatei: 123842123
- International Standard Name Identifier: 0000 0001 1758 4397
- Library of Congress Control Number: nr2001048000
- MusicBrainz: 72b5b8e8-2da7-43e7-8e0c-c8963e1d5160
- Nationale Bibliotheek van Israël: 987007373830705171
- Nederlandse Thesaurus van Auteursnamen: 237873117
- Réseau des bibliothèques de Suisse occidentale: 02-A011140310
- RKD-Nederlands Instituut voor Kunstgeschiedenis: 214047
- Système universitaire de documentation: 067399878
- Union List of Artist Names: 500356071
- Virtual International Authority File: 37136854
- WorldCat: E39PBJjhC9K4CHGkVGbf7x6Yfq